# Prisca Agustoni
Prisca Agustoni (Lugano, 20 de maio de 1975) é uma escritora e poeta suíça radicada no Brasil. É formada em literatura  hispânica e filosofia e mestra em estudos de gênero na Universidade de Genebra. Em 2002 muda-se para o Brasil, onde obtém o doutorado em literatura comparada pela Pontifícia Universidade Católica de Minas Gerais, em Belo Horizonte. Sua atividade literária é caracterizada pelo multilinguismo (escreve em italiano, português, francês e espanhol) e por um importante trabalho de tradução de poesia brasileira contemporânea e de autores suíços de língua italiana. Desde 2008, é professora titular de língua e literatura italiana na Universidade Federal de Juiz de Fora.

## Obras

### Poesia
- Traduções, Traduções, Belo Horizonte, Mazza Edições, 1999 .
- Verefkin e outros poemas, em Bloc Notes, n° 43, Bellinzona, 2001, pp. 161–167.
- Inventário de vozes, introdução de Maria José Somerlate Barbosa, Belo Horizonte, Mazza Edições, 2001 .
- Sorelle di fieno,Belo Horizonte, Mazza Edições, 2002 .
- Días emigrantes y otros poemas, introdução de Martha L. Canfield, Belo Horizonte, Mazza Edições, 2004 .
- La morsa, Lugano, Em Chiara Fonte, 2007 .
- Le Déni, Genebra, Édições Samizdat, 2012 .
- Poemas Selecionados, Borgomanero, Giuliano Ladolfi Editore, 2013 .
- Un ciel provisoire, Genebra, Éditions Samizdat, 2015 .
- O mundo mutilado,Quelônio, 2020
- Arqueologias, Peirópolis, 2024
- O Gosto amargo dos metais, 7letras, 2022.
- Quimera, Círculo de Poemas , 2025

### Prosa
- Neve Ilícita, com fotografias de Pietro D'Agostino, San Paolo, Nankin Editorial, 2006 .

### Infantojuvenil
- Coleção Bilbeli (14 contos para alfabetização), Juiz de Fora, Franco Editora, 2002 - 2003 .
- A menina do look-chuva invisível, Juiz de Fora, Franco Editora, 2002 .
- Histórias de Longeperto, Juiz de Fora, Franco Editora, 2004 .

## Prêmios
- 2023 - Prêmio Oceanos de Poesia por O gosto amargo dos metais.[3]

- 2023- Prêmio Suíço de Literatura por Verso la ruggine[4]